# Chiesa ortodossa di San Paolo dei greci
La chiesa di San Paolo dei Greci è un edificio religioso di rito ortodosso della città di Reggio Calabria, situata in vico Sant'Anna del quartiere di Sbarre.

## Storia
In occasione di un pellegrinaggio avuto luogo nel mese di maggio 2008, per commemorare il centenario del terremoto del 1908, da parte di una congregazione formata da monaci aghiorites, appartenenti al monastero greco del Paraclito in Oropò, e da laici, tutti studiosi e membri dell'Associazione greca spirituale e filantropica, denominata "Santa Trinità", in Calabria, tra le altre mete, fu visitata la città di Reggio Calabria, sulle cui coste sbarcò l'apostolo Paolo, proveniente da Siracusa e diretto a Roma. In quell'occasione, i monaci ebbero modo di recarsi in visita anche presso la chiesa greco ortodossa reggina dedicata al culto di sant'Elia Speleota, in verità una fatiscente baracca sita in via Sott'Argine Calopinace, la cui vista molto rattristò la congregazione. Da qui nacque la volontà dei monaci di richiedere all'Amministrazione Comunale la possibilità di costruire, a proprie esclusive spese, un decoroso luogo di culto in onore dell'Apostolo Paolo, in modo da soddisfare i bisogni spirituali dei fedeli cristiani ortodossi di Reggio Calabria, i quali, in questi ultimi anni, si sono considerevolmente moltiplicati. La posa della prima pietra è avvenuta nel settembre del 2009 con una cerimonia presieduta da metropolita Gennadios, arcivescovo ortodosso d'Italia e Malta. A Reggio Calabria la parrocchia ortodossa ha oltre 10 anni di vita. La nuova chiesa è stata costruita per iniziativa del monastero del Paracleto (Oropo d'Attica) e di benefattori Greci. La chiesa è stata consacrata e aperta al pubblico nel settembre del 2010.

## Descrizione architettonica
Essendo la prima chiesa ortodossa riedificata a Reggio dopo centinaia di anni, già nel progetto stesso si è preso come riferimento architettonico la chiesa di Sant’Antonio il Grande di Archi, ultima costruita prima dell'arrivo dei Normanni.
L'architettura della chiesa rispecchia quella tipica delle chiese di questa tipologia: presenta planimetria rettangolare, tetti spioventi, una grande cupola al centro che sovrasta la navata, una serie di cupole semicircolari di varia dimensione appoggiate alle pareti e aperture bifore e trifore sui prospetti dell'edificio. La chiesa si presenta a croce greca e a tre navate che terminano nel coro, riservato al clero. Un'alta iconóstasi (parete con immagini di Santi) ripara la vista dai tremendi misteri che si compiono nel santuario, dove vi è la sacra mensa (Altare) da cui entra, a volte, il sacerdote.